# Seignelay (Yonne)
Pour les articles homonymes, voir Seignelay.
Seignelay est une commune française située dans le département de l'Yonne en région Bourgogne-Franche-Comté

## Géographie

### Situation
Seignelay se situe à 14 kilomètres au nord d'Auxerre, entre les rivières de l'Yonne à 4,5 km à l'ouest, et du Serein qui en marque à peu près la limite nord.
La ville est installée au sud-est du Haut du Tureau (ou Thureau), une hauteur s'élevant à 150 m d'altitude d'autant plus notable qu'elle marque le début d'une plaine au nord qui, sur la commune, varie entre et 92  et   95 m d'altitude.
Le sud de la commune, soit environ 425 hectares, est couvert par la forêt de Saint-Germain et varie en altitude de 130 m au pied du flanc sud du Haut du Tureau, à 168 m au milieu de la forêt.

### Hydrographie
Le Serein coule dans le sens est-ouest en limite de commune avec Hauterive au nord. 

Un seul de ses affluents coule sur la commune et y conflue : le ru de la Bûche (rive gauche), qui sert également en partie de limite de commune avec Héry à l'est. Le ru des Ventes et le ru du Crot des Ormes, tous deux en rive droite du Serein, confluent en face de la commune sur la berge appartenant à Hauterive ; ils n'en alimentent pas moins l'eau de Seignelay.
Le ru du Cul de la Bonde prend source dans le sud de la commune, coulant vers le sud-ouest pour rejoindre l'Yonne 2,8 km plus loin à Chemilly-sur-Yonne.
Le bief de 1 375 m de long en rive gauche depuis la ferme du Haras jusqu'au moulin de Seignelay a été ordonné par Colbert vers 1666, qui visait à alimenter en eau ses foulons et ses deux moulins nouvellement construits, le Petit-Moulin et le Grand-Moulin. Lorsqu'en 1809 le Grand-Moulin de Seignelay a été détruit ainsi que ses écluses, non seulement le niveau du Serein a baissé, mais ont cessé les débordements de la rivière qui fertilisaient les prés inondés. Ces prés et pâturages ont subséquemment été transformés en champs. Hydrographiquement, le bief est considéré comme un bras du Serein.
Au XIXe siècle, depuis les moulins d'Héry jusqu'à Beaumont, le Serein présentait une perte de débit importante, notablement en été : à Héry il était suffisant pour faire tourner deux moulins, à Seignelay la diminution était déjà sensible, et à Beaumont un seul moulin pouvait tourner.

### Voies de communication
La commune est traversée dans le sens nord-sud par la D84 joignant Mont-Saint-Sulpice, Brienon-sur-Armançon, Bellechaume et Arces-Dilo au nord, avec Monéteau et Auxerre au sud.
La sortie 19 de l'autoroute A6 est à 9,6 km au sud.
Les gares les plus proches sont celles de Laroche - Migennes (la mieux desservie) à 11,8 km et celle d'Auxerre à 12,5 km.

### Communes limitrophes

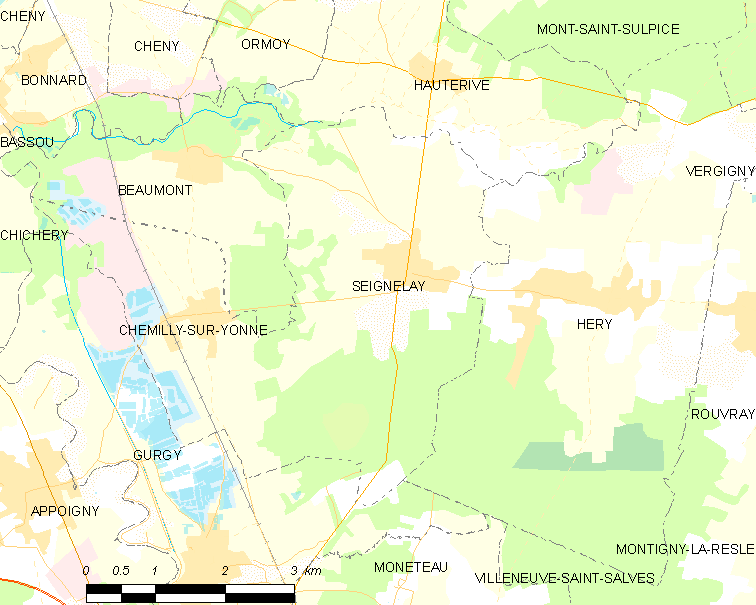
Carte de la commune de Seignelay et des proches communes.

### Climat
Pour des articles plus généraux, voir Climat de la Bourgogne-Franche-Comté et Climat de l'Yonne.
En 2010, le climat de la commune est de type climat océanique dégradé des plaines du Centre et du Nord, selon une étude du Centre national de la recherche scientifique s'appuyant sur une série de données couvrant la période 1971-2000. En 2020, Météo-France publie une typologie des climats de la France métropolitaine dans laquelle la commune est exposée à un climat océanique altéré et est dans la région climatique  Lorraine, plateau de Langres, Morvan, caractérisée par un hiver rude (1,5 °C), des vents modérés et des brouillards fréquents en automne et hiver. 
Pour la période 1971-2000, la température annuelle moyenne est de 11 °C, avec une amplitude thermique annuelle de 15,7 °C. Le cumul annuel moyen de précipitations est de 700 mm, avec 11,5 jours de précipitations en janvier et 7,9 jours en juillet. Pour la période 1991-2020, la température moyenne annuelle observée sur la station météorologique de Météo-France la plus proche, « Ligny-le-Châtel », sur la commune de Ligny-le-Châtel à 12 km à vol d'oiseau, est de 11,5 °C et le cumul annuel moyen de précipitations est de 772,9 mm. 
La température maximale relevée sur cette station est de 40,7 °C, atteinte le 7 août 2003 ; la température minimale est de −22 °C, atteinte le 16 janvier 1985,,. 
Les paramètres climatiques de la commune ont été estimés pour le milieu du siècle (2041-2070) selon différents scénarios d'émission de gaz à effet de serre à partir des nouvelles projections climatiques de référence DRIAS-2020. Elles sont consultables sur un site dédié publié par Météo-France en novembre 2022.

## Urbanisme

### Typologie
Au 1er janvier 2024, Seignelay est catégorisée bourg rural, selon la nouvelle grille communale de densité à sept niveaux définie par l'Insee en 2022.
Elle est située hors unité urbaine. Par ailleurs la commune fait partie de l'aire d'attraction d'Auxerre, dont elle est une commune de la couronne,. Cette aire, qui regroupe 104 communes, est catégorisée dans les aires de 50 000 à moins de 200 000 habitants,.

### Occupation des sols
L'occupation des sols de la commune, telle qu'elle ressort de la base de données européenne d’occupation biophysique des sols Corine Land Cover (CLC), est marquée par l'importance des territoires agricoles (56,7 % en 2018), en diminution par rapport à 1990 (58,7 %). La répartition détaillée en 2018 est la suivante : 
terres arables (43,7 %), forêts (37,2 %), zones agricoles hétérogènes (8,2 %), zones urbanisées (6,1 %), prairies (4,7 %). L'évolution de l’occupation des sols de la commune et de ses infrastructures peut être observée sur les différentes représentations cartographiques du territoire : la carte de Cassini (XVIIIe siècle), la carte d'état-major (1820-1866) et les cartes ou photos aériennes de l'IGN pour la période actuelle (1950 à aujourd'hui).

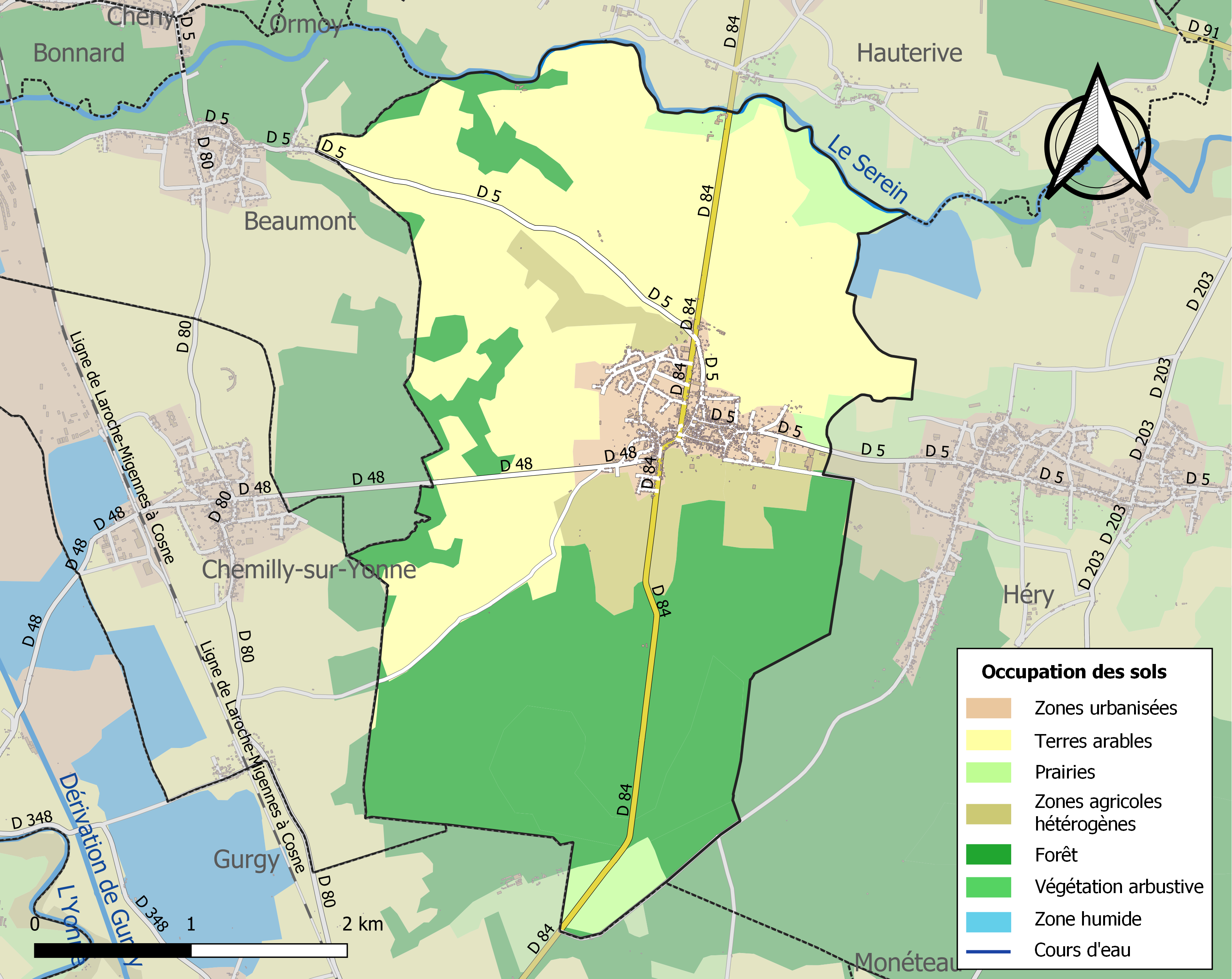
Carte des infrastructures et de l'occupation des sols de la commune en 2018 (CLC).

## Toponymie

### Attestations anciennes
Le nom de la localité est attesté sous les formes latinisées Sigliniacus en 864 (cartulaire général de l'Yonne, I, 88); Selleniacum vers 1125 (Ibid., I, 258); Seleneium en 1190 (abb. des Escharlis), Seilleneyum XIVe siècle (Gesta pontif. Autiss.), Siligniacum au XIVe siècle (Gesta pontif. Autiss.); Sellenayum en 1331 (chapel. de Seignelay); Seleigneium en 1333 (chap. de Sens); Saillegniacum en 1361 (Trésor des chartes, reg. 89, no 613); Senelayum et Saillenaium, (pouillé du diocèse d'Auxerre); Seigneleyum au XVe siècle (pouillé du diocèse de Sens); Synelayum en 1637 (chap. d'Auxerre, reg. de la Régale).
Mais également sous les formes romanes Sallenai vers 1170 (cart. gén. de l'Yonne, II, 213); Seillenay en 1256 (cart. de Pontigny, f° 21 v°, Bibl. imp.); Seillegnay au XIVe siècle (sceau de Simon de Seignelay); Saillenay au XVe siècle (sceau de Jean de Seignelay, arch. de l'Yonne); Sallenay vers 1550 (év. d'Auxerre); Sinelay en 1641; Signellay en 1650 (reg. de l'état civil).
La graphie actuelle Seignelay se fixe à l'époque où Jean-Baptiste Colbert de Seignelay l'accola à son nom.
Selon l'abbé Henry, une colline aurait été appelée Signum Lœtum à la suite d'une bataille entre l'évêque Ebbon de Sens et ses vassaux d'une part, et des sarrazins (des visigoths sont aussi mentionnés) d'autre part, en 729 ou 732 ; pour signaler la victoire des sénonais, ceux-ci ont planté les enseignes ou drapeaux pris à l'ennemi, sur cette colline située près de Régennes et en dehors du diocèse de Sens (dont la limite est marquée par le Serein au nord de Seignelay).

### Étymologie
Il s'agit d'un type toponymique gaulois ou gallo-roman en -(i)acum, suffixe locatif et qui marque également la propriété.
Le premier élément Siglin- > Seignel- représente l'anthroponyme germanique Sigilina, nom féminin et que l'on rencontre avec davantage de certitude dans Selaincourt (Meurthe-et-Moselle, Siglini curtis en 836) et Selincourt (Somme). En effet, les noms en -court sont généralement composés avec un anthroponyme de type germanique, ce qui est plus rare pour les noms en -(i)acum. Cependant, les formes Siglin-i (curtis) et Siglin-i(-acum) sont semblables et contemporaines. Par ailleurs, le nom de personne Sigilina sous sa forme latine est fréquent et bien attesté dans les documents médiévaux, où il s’agit d’une variante de Segolina > Ségolène.
Remarque : d'un point de vue phonétique, le passage de *Sigilin-iacum à Siglin-iacum (amuïssement d'un i interconsonnantique) ne pose pas de problème, car il s'agit d'un phénomène courant d'haplologie. D'ailleurs, les anthroponymes masculin Siglinus et féminin Siclina, issus respectivement de Sigilinus et Sigilina, sont bien attestés.
François Falc'hun a proposé un mot celtique hypothétique *sigl ou *siglen, qui désignerait un marais et signifierait littéralement : « qui borde un cours d'eau marécageux », en référence à la rivière du Serein qui s'écoule au bas du promontoire où s'établit Seignelay. Par « celtique », il faut entendre le celtique continental, c'est-à-dire le gaulois dans ce cas. Cette théorie, marginale, n'est pas reprise par les principaux toponymistes, faute de preuves validant l'hypothèse de l'existence d'un tel mot, absent des dictionnaires de gaulois.

## Histoire

### Antiquité
Dans un rayon de 10 km autour de Seignelay se trouvent six voies antiques, la plus importante étant devenue la Via Agrippa de l'Océan qui passait à Héry et aux Baudières dans le nord de la commune de Héry. Il reste de ces voies un petit pont de pierre à Venouse. Beaumont, le village voisin au nord-ouest, a de forts arguments pour être le Bandritum de la carte de Peutinger sur la route pré-romaine entre Autun et Sens en passant par Auxerre. Les romains ont amélioré plusieurs de ces routes.
Les premières traces d'un établissement à l'endroit de Seignelay remontent à l'invasion de l'armée romaine (arrivée dans la région vers -54 ou -53 av. J.-C).
 
Une légion a construit un camp au sud de l'actuel village. Le camp romain, qui servit également aux Sarrasins qui s'y retranchèrent pour un court temps après leur défaite à Sens, était sur la hauteur située au sud de la ville, qui culmine à 148 m. Au XIXe siècle on y voyait encore une partie des fossés qui l'avaient entouré. Le castrum cité par Glabert en 990 comme étant le château de Seignelay, était probablement cet ancien camp. C'est là aussi que les châteaux successifs de Seignelay ont été construits. En 1817, l'enlèvement des fondations du dernier château à cet endroit dévoila des tuiles romaines et des pieux antiques. La rue venant d'Héry et menant à cette partie de Seignelay est la rue Gatelot, autrefois rue de Gastello, venant du latin Castello : l'ancienne rue du Château.

### Moyen Âge

#### Haut Moyen Âge
Depuis 711, les Sarrasins occupent la péninsule Ibérique et continuent lentement à avancer vers le nord, au-delà des Pyrénées. Ayant conquis le Languedoc, à partir de 725 ils ravagent la vallée du Rhône, allant jusqu'à mettre à sac la ville d'Autun (le 22 août 725) et assiéger, en territoire franc, la ville de Sens.

Saint Ebbon, évêque de Sens, repousse de Sens les Sarrasins et les accule jusqu'à l'emplacement actuel de Seignelay où il remporte en 727 la victoire sur les envahisseurs, cinq ans avant que Charles Martel ne les repousse à la victoire de Poitiers le 25 octobre 732.
La tradition veut qu'en action de grâce de sa victoire, saint Ebbon ait fait ériger une chapelle à l'emplacement de ce camp où furent arborées, en signe de triomphe, les enseignes enlevées à l'ennemi ; là serait l'origine de la fondation du village. Mais en 864 le Seignelay civil se résume à une métairie. Il y a une léproserie entre la fontaine des Noyers et la D84 vers Brienon, avec sa chapelle dédiée à saint Jean l'Évangéliste. Le chapelain était choisi par le seigneur sous réserve d'approbation de l'évêque. La chapelle a été vendue et détruite en 1793,.
Les seigneurs de Seignelay font parler d'eux dès le IXe siècle, quand le roi Eudes recommande dans une lettre que le seigneur de l'époque et certains de ses voisins rendent à l'abbaye de Saint-Germain d'Auxerre les biens qu'ils ont volés à cette dernière. Il est fort possible qu'à cette époque les seigneurs de Seignelay aient été indépendants des comtes d'Auxerre : le système féodal n'était pas encore en place partout et le roi lui-même devait intervenir directement. Noter que seuls les seigneurs indépendants pouvaient choisir de lever ou déposer les armes, et de servir ou non sur une terre étrangère.

#### Bas Moyen Âge

##### Xesiècle
En 972, une église Saint-Martial s'élevait déjà au village. Les saints patrons du village étaient saint Sébastien et saint Louis ; saint Germain était le patron de la chapelle du couvent. Héribert, évêque d'Auxerre de janvier 971 à sa mort, le 23 août 996 ou après, donna ces églises à l'abbaye Saint-Germain d'Auxerre - donation confirmée par le pape Eugène III en 1152.
Au Xe siècle, la seigneurie est érigée en baronnie.
~990 : Le premier seigneur de Seignelay connu est le baron Bavon I de Seignelay (mort après 1015), vers la fin du Xe siècle. Bavon est en vie en 990, et en 1015 où il est cité comme assistant au concile d'Héry. Il serait issu de la première famille qui posséda le château après le départ des Sarrasins et est le début d'une lignée qui va donner à Seignelay 15 seigneurs en 370 ans.

##### XIesiècle
~1000 : Suivi par son fils Alwalon I de Seignelay, tous deux continuent dans la même ligne de violences que leurs aïeux et agrandissent leur domaine à force d'exactions, pillages et autres abus sur leurs voisins, à commencer par la maison de religieux et les possessions assorties que les moines de Saint-Germain d'Auxerre possèdent alors à Héry, ainsi que sur les moines de Saint-Benoît établis également à Héry. Avec eux, la baronnie de Seignelay s'étend entre le ru de Sinotte (petit affluent direct de l'Yonne coulant à moins de 500 m au-delà de la limite sud de la commune de Seignelay) et l'Armançon 10 km au nord de Seignelay - et même au-delà puisqu'elle inclut aussi Bellechaume (6 km au nord de l'Armançon, 15 km au nord de Seignelay) et Avrolles (12,6 km au nord-ouest) ; quant à l'étendue est-ouest, elle comprend Saint-Florentin (15 km au nord-est), Ligny-le-Châtel (12 km à l'est), Montigny-le-Roi et jusqu'au-delà des rives de l'Yonne avec Bassou (7,2 km au nord-ouest) et Chichery (2,5 km en dessous de Bassou). Toutes les terres au nord du Serein sont enclavées dans le comté de Champagne.
~1020 : Le troisième seigneur de cette lignée est Adalwalon, ou Adalwalo de Seignelay (mort avant 1030), connu par un accord avec Winemanus, abbé de Saint-Rémi-lès-Sens. Il meurt avant l'an 1030, pendant une période de sévère famine qui dure plusieurs années.
~1030 : Adalwalo est suivi de son fils, Bavon II de Seignelay, quatrième de la lignée, qui renouvelle et met à exécution le traité conclu entre son père et Winemanus ; mais sa vie est courte, comme celles des trois générations précédentes.
Les familles de Seignelay, de Courtenay et le comte de Joigny, qui se fréquentent en 1080 et 1082, assurent la défense du Sénonais face à un comté d'Auxerre livré à une anarchie institutionnelle depuis la mort au combat du comte Renaud de Nevers. Le roi de France promeut en 1097 au trône archiépiscopal de Sens un nommé Daimbert, qui pourrait bien être un membre de la famille de Seignelay et décèdera en 1122.

##### XIIesiècle
~1104 : Alwalon II de Seignelay, baron au plus tard en 1104 († 1140), cinquième de la lignée, est aussi appelé Angalon. Seignelay est déjà la première seigneurie du comté d'Auxerre : Guillaume II (1083-1148) comte d'Auxerre donne Alwalon comme le plus important de ses barons en 1104,, Billon fait de même en 1675. Il voit d'un bon œil la fondation en 1114 de l'abbaye de Pontigny, qui fait concurrence à l'abbaye de Saint-Germain d'Auxerre avec qui sa famille a toujours eu des démêlés et est parmi les premiers à lui faire des donations. Il est suivi dans ce mouvement par beaucoup d'autres, comme Geoffroy du Moulin qui en 1118 donne la terre de Sainte-Porcaire à l'abbaye de Pontigny, en retenant toutefois tous les serfs pour lui-même ; ou Bertrand de Seignelay, vassal d'Aldawon II, qui avec son épouse Ilduisis donne en 1126 à la nouvelle abbaye ses possessions à Sainte-Porcaire, Ligny-la-Ville et Ligny-le-Châtel ; Gaultier dit le Chauve ou Botte-Sacrée, fils de Bertrand, se fait religieux à Pontigny et en 1135 donne à son abbaye les biens qu'il possède à Rouvray, Hauterive, aux Îles (Isles) et aux Ormes vers les bains de Saint-Aignan.
Adalwon épouse en 1132 Agnès, veuve de Miles III, seigneur de Noyers. Il meurt en 1140, laissant trois fils : Deimbert, Bochard et Étienne.
En 1074, le comte de Joigny passe du vasselage du comte de Bar-sur-Aube (Raoul de Valois) en celui du comte de Troyes, héritier de celui-ci. De ce fait, quelques décennies plus tard en 1125, le comté de Joigny doit suivre la politique du comte Thibault le Grand constamment hostile au roi de France. En conséquence, l'unité d'action qui prévalait entre le sire de Seignelay et le comte de Joigny s'interrompt. Le roi conserve la fidélité du lignage de Seignelay car en 1190, Ferry de Seignelay est déjà installé par son aîné comme seigneur de Cudot, fief tenu de l'archevêché de Sens.
Deimbert Ier de Seignelay, sixième de la lignée, succède à son père Adalwon II. Lui aussi favorise l'abbaye de Pontigny, à laquelle lui et sa femme donnent en 1145 tous leurs biens sur Crécy et Duchy,. Il est vrai que cette année 1145 est celle où saint Bernard, leur parent par les femmes, prêche très activement pour la deuxième croisade.
Dans le même temps, lui et ses frères continuent à mettre à mal l'abbaye de Saint-Germain - sauf pour Étienne qui s'interrompt dans ces activités le temps de participer à la deuxième croisade. Il faut dire qu'ils ne sont pas seuls à se comporter ainsi, c'est chose commune à l'époque : même les religieux exercent des violences ne serait-ce que par procuration, jusqu'en l'an 1200 où le régisseur des terres pour le chapitre de Saint-Martin tue plusieurs personnes, incendie par deux fois les maisons d'un hameau et renverse des voitures de vendange, pour la raison que l'abbaye de Pontigny possède plus de vigne que la surface à laquelle elle a droit sur telle commune. Les gens de Pontigny, eux, détruisent le moulin de Révisy, arrachent des ormes et détournent la rivière pour une question de pâturages avec l'abbaye de Saint-Germain d'Auxerre, et ainsi va la vie. Mais Deimbert Ier a affaire à Arduin, évêque d'Auxerre et sous peu cardinal (en 1153). Arduin, circonstances historiques atténuantes ou non, excommunie sans ambages le trio et décrète un interdit sur toutes leurs terres. En 1157 Deimbert passe un accord avec l'abbé et le couvent de Saint-Germain pour régler les différents droits de justice et de féodalité, objets des désaccords passés. Arduin ne jette pas son anathème sur la famille avant 1148, puisque cette année-là Deimbert est présent à l'abbaye de Saint-Germain pour approuver une donation des chevaliers de Maligny. 

Son frère Bochard est toujours vivant en 1182. Il est seigneur d'une partie de Gurgy et de Seignelay.
Deimbert Ier épouse Alpace, avec qui il a un fils : Alwalon.
En 1188, Alwalon III, ou Angalon de Seignelay donne à l'abbaye de Pontigny son droit d'eau de l'Armançon « depuis le pont des Natiaux jusqu'à l'eau de l'archevêque de Sens près de Brienon ». Sont présents à l'acte sa deuxième femme Adeline et quatre fils : Deimbert, Renaud, Féric ou Fréric et Pierre, tous majeurs. Agnès, fille d'Alwalon ou Angalon III, épouse Geoffroy baron de Saint-Vérin vers 1180.
C'est du temps d'Alwalon III que l'abbé de Saint-Germain obtient du seigneur d'Auxerre la remise du droit de gîte sur ses terres de Seignelay et récupère différents biens sur Crécy et Duchy, qu'il échange avec l'abbaye de Pontigny en 1166.
En 1167, Alwalon III épouse Eluide, ou Eludie ; ils n'ont pas enfants. En 1185 sa seconde femme apparaît dans des actes : Adèle ou Adeline, dont il a les quatre fils et une fille susnommés.
Alwalon III est le neveu par sa mère de Guy Ier de Noyers, évêque de Sens de 1176 à 1193, et est aussi proche parent de Hugues de Noyers, évêque d'Auxerre. Il vit au moins jusqu'en 1191.
Deimbert II de Seignelay († entre 1207 et 1210), succède à son père. En 1203 il échange des terres avec les religieux de Saint-Marien. Il a Bochard, ou Bouchard, comme oncle ou frère. Ce Bochard, marié à Aanor fille d'André seigneur de Montbard, a deux fils (cousins germains ou neveux de Deimbert II) : Guillaume (vers 1164-1223) et Manassès († 1221), et une fille Agnès († avant 1202), dame de Creux ou de Crux qui épouse Philippe de Cheny dont elle a un fils, Hugues,.
Guillaume devient le 58e évêque d'Auxerre le 18 février 1207 jusqu'en 1220, puis évêque de Paris de 1220 à 1223. Manassès devient évêque d'Orléans de 1208 à 1221. Ils participent tous deux à une partie de la croisade des cathares (1208-1229). 

Guillaume fonde le monastère des Isles et les collégiales de Cosne et d'Appoigny, établit une règle pour les chanoines de Toucy, commence la construction de la cathédrale d'Auxerre. Le comte Pierre II de Courtenay, roi de Constantinople, le charge des affaires du comté d'Auxerre lorsqu'il part en 1216 prendre possession de son royaume. La léproserie de Seignelay date de leur temps ; elle était située sur l'ancien chemin de Brienon, entre la fontaine des Noyers et la route actuelle. La chapelle, dédiée à Saint-Jean, a été vendue et démolie en 1793.
Sur la fin de sa vie, Deimbert II lègue son clos de vigne du Mont-Saint-Sulpice à l'abbaye de Pontigny, en retour du droit d'être inhumé dans l'abbaye. Son épouse Marguerite de Ronuse, douairière de Seignelay, meurt en 1224. Ils laissent deux fils : Étienne, baron de Seignelay, et Jean qui hérite de la Maison-Fort.

##### XIIIesiècle
Dès le XIIIe siècle, il existe un château à Seignelay.
Étienne Ier († ~1240), fils de Deimbert II, cède son droit de garde du château aux habitants de Chichery en 1221 (auparavant, ceux-ci devaient garder le château s'il le leur demandait). Lui aussi doit régler des litiges de propriété entre lui et l'abbaye de Saint-Germain : l'abbé Renaud de Jocenal se plaint d'infractions à l'accord de 1157 entre Deimbert Ier et l'abbé d'alors, et cet accord n'est pas assez développé pour répondre à toutes les situations litigieuses. Le 13 mai 1222 Étienne Ier et Renaud de Jocenal choisissent ensemble trois arbitres : Odart, maréchal de Champagne, Milès de Noyers et Ferry seigneur de Cudot ; et s'engagent financièrement à respecter leur décision. Mais l'affaire traîne pendant six ans. En 1228, un nouvel accord est signé, très complet, appelé la pieça.
Étienne Ier épouse Agnès, avec qui il a quatre enfants : Jean, aîné et successeur à la baronnie de Seignelay ; Agnès, qui devient religieuse au couvent des Isles ; Geoffroy, seigneur du Mont-Saint-Sulpice ; et une deuxième fille qui épouse le seigneur de Champlost. Étienne Ier meurt peu après 1238.
Seigneur de Seignelay en 1240, Jean Ier, fils d'Étienne Ier, épouse Marie, veuve de Gaucher seigneur de Bassou, avec ses deux enfants du défunt : Guy, qui se croise lorsque saint Louis passe à Pontigny, et Marie, abbesse du monastère des Isles. Jean a deux fils de Marie : Étienne son successeur, et Geoffroy chanoine d'Auxerre et seigneur de Bassou, qui vivait en 1294. Il a un cousin nommé Jean de Seignelay, seigneur de Beaumont, avec qui il a été souvent confondu.

##### XIVesiècle
Étienne II est mentionné dans le cartulaire du monastère des Isles en 1294, et dans celui de Saint-Marien en 1303. En 1315 il est le premier baron de Seignelay à rendre hommage pour cette terre - en l'occurrence au comte d'Auxerre, se rendant ainsi homme-lige des comtes de Champagne.
En 1315 Jean II rend hommage au comte d'Auxerre Jean II de Chalon. Il meurt entre 1317 et 1323.
En 1323 Étienne III rend hommage au même comte d'Auxerre Jean II de Chalon. Il épouse Marguerite, vicomtesse de Saint-Florentin († 1343) qui, veuve après la mort d'Étienne, se remarie avec Jean de Soigne ou de Saint-Seine.
En 1336 Jean de Soigne ou de Saint-Seine est seigneur de Seignelay par sa femme Marguerite, veuve d’Étienne III.
En 1346 et 1356 Gaucher, cousin d'Étienne III, est seigneur de Seignelay. Cette lignée des seigneurs de Seignelay s'éteint avec lui.
En 1372, cette terre est acquise par Philippe de Savoisy, favori et chambellan de Charles V puis de Charles VI.
Son fils, Charles de Savoisy (vers 1368-1420), chambellan de Charles VII et baron de Seignelay, fait rebâtir le château en 1410 en le fortifiant de dix-sept tours.

##### XVesiècle
Les serfs des terres de l'abbaye de Saint-Germain sur Seignelay sont affranchis en 1456, par acte de l'abbé Hugues VI de Tyard (il affranchit dans le même temps ceux de leurs domaines des environs, notamment Ormoy, Hauterive, Bleigny-le-Carreau...). Seignelay n'est affranchi totalement qu'en 1492. L'abbé vise à repopuler le lieu qui a été ruiné par les guerres précédentes (mort de Jeanne d'Arc en 1431, suivie de la fin de la guerre de Cent Ans en 1453). Philippe de Lavoisy fait rebâtir le moulin d'Hauterive, payant 12 bichets de mouture par an aux moines de Saint-Germain à qui appartient l'eau de la rivière.
Le chanoine d'Auxerre, archiprêtre de Saint-Bris, demande en 1439 cent sous tournois (ou quatre livres) du curé de Seignelay pour son droit de première annate - un prix trop élevé, disent depuis longtemps les curés de Seignelay. Cette année-là Jean Bouchard le curé entrant est aussi maître ès-arts. Il fait un procès pour réduire cette somme. La cour d'Auxerre le condamne, il fait appel à Sens mais accepte un arrangement avant la date : la somme est réduite à 60 sous tournois (trois livres annuellement) mais il doit payer 10 livres en sus pour les frais de procès.
En 1470, Philippe de Savoisy, seigneur de Seignelay et de ce fait premier pair du comté d'Auxerre, décide de suivre Louis XI et d'abandonner Charles le Téméraire, duc de Bourgogne. Il détient alors Seignelay, Bassou, Ormoy, Mont-Saint-Sulpice, Bouilly et Cheny. Trois ans plus tard, les Bourguignons qui tiennent la ville d'Auxerre constatent qu'il "grans maulx et dommaiges ... par prinses de gens et de bestes chevalines et autres ... (pour) cuider seduire et suborner le peuple de ceste dite conte par divers moyens a eulx tournez françois et redduire en lobbeissance du Roy". Son bailli est alors Blaise Tribole, avocat du duc de Bourgogne au bailliage d'Auxerre. À la mort du duc de Bourgogne en 1477, le duché et terres attachés (comté d'Auxerre) sont unis au domaine royal. Pour empêcher les Auxerrois de se venger, le sire de Seignelay obtient que sa seigneurie dépende du bailliage royal de Sens le 8 novembre 1477.

### Temps modernes

#### XVIesiècle
La terre de Bouilli (Bouilly, sur Vergigny) passe aux marquis de Seignelay au XVIe siècle.
Le 23 mars 1523 un arrêt du Parlement est émis concernant une affaire de ressort pour Villeneuve-le-Roi, que les officiers du bailliage de Sens (catholique) tentent de récupérer au détriment du ressort d'Auxerre (protestant). Les ressorts d'autres terres avoisinantes sont également disputés et leur attribution à l'un ou l'autre bailli est décidée de par cet acte. Or ledit acte prend note de l'opposition de Philippe de Savoisy, descendant de son homonyme précité en 1372 et lui aussi seigneur de Seignelay, à ce que sa terre, pourtant première châtellenie du comté et à seulement 10 km d'Auxerre, soit comprise dans l'arrangement de cet arrêt qui les mettrait sous la juridiction du bailli d'Auxerre. En effet les Savoisy se placent politiquement du côté de la royauté (catholique) et sont par conséquent en opposition au duché de Bourgogne, auquel se rattache Auxerre ; ils ne peuvent donc "en conscience" être soumis à la justice de leurs ennemis. Philippe entame donc des poursuites, continuées par son fils Claude de Savoisy - poursuites aboutissant à ce que Seignelay ne ressortisse pas du bailliage d'Auxerre - mais cette exemption ne s'applique pas aux autres lieux de la même seigneurie. Le comte de Nevers, qui avait lui aussi quelques terres dans le comté d'Auxerre, tente de même de s'opposer à ce que celles-ci dépendent du bailliage d'Auxerre mais ne réussit point dans cette entreprise. Les officiers du bailliage de Sens tentent toujours de récupérer Seignelay dans leur juridiction. Mais le roi, François Ier, y mit la main et préféra la persistance de lettres patentes d'exemption, plutôt que la modification de limites de comtés établies par ses prédécesseurs.

#### XVIIesiècle

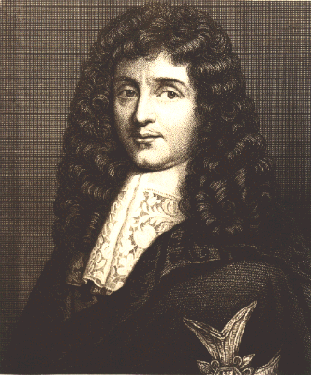
Jean-Baptiste Colbert, gravure non sourcée.

En 1657, Jean-Baptiste Colbert achète la baronnie de Seignelay. Son premier acte important est de créer un bailliage à Seignelay, qui inclut vingt trois villages ou hameaux et ressort directement au parlement de Paris : pour ce faire il enlève trois paroisses au bailliage de Villeneuve-le-Roi qui n'en a dès lors plus que sept, enlève Mont-Saint-Sulpice et Villeneuve-Saint-Salves au bailliage d'Auxerre et huit paroisses au bailliage de Saint-Germain.
Il crée un port au Petit-Monéteau pour arrêter les coches d'eau récemment mis en service sur l'Yonne et fait transporter par voiture leurs marchandises vers Auxerre ; les coches ne remonteront jusqu'à Auxerre qu'après sa mort. Le port pour Seignelay reste le Cromontoire, qui débarque du sel et embarque les vins.
En 1665, il crée à Aumale une manufacture de serges et draps de haute qualité, qu'il déménage à Seignelay en 1666. La manufacture royale (établie aux frais de l'État et régie au nom du roi) se trouve vers le milieu de la rue de Gastellot (rue Gatelot). On y travaille en mélangeant des laines de Reims, Troyes et Auxerre ; les draps pour les armées sont faites de laine d'Espagne. Pour attirer les ouvriers, plus rares du fait des guerres, hors des grandes villes, Colbert ouvre un asile dans la manufacture. Ce privilège donnant abri de la justice donne une grande renommée à l'établissement, qui aura jusqu'à 700 ouvriers, avec la construction d'un deuxième bâtiment pour les serges En 1775 ses serges « façon Londres » sont toujours réputées de la meilleure qualité.
Colbert ouvre aussi une manufacture de soie dans la rue de l'Église ; moins développée, elle fonctionnera toutefois pendant 80 ans. C'est en 1666 qu'il fait détruire le moulin de Seignelay bâti par Philippe de Savoisy en 1458, pour construire ses foulons sur cet emplacement. Un Petit-Moulin est adossé aux foulons et le Grand-Moulin est construit un peu plus haut. Il fait creuser un bief de 1 350 m de long depuis la ferme du Haras jusqu'au moulin pour alimenter en eau ses nouvelles constructions, et des écluses sont construites sur l'affleurement de roche de grès dans le lit de la rivière à cet endroit. Le Grand-Moulin sera détruit en 1809, avec des conséquences non négligeables sur l'hydrologie du Serein en aval.

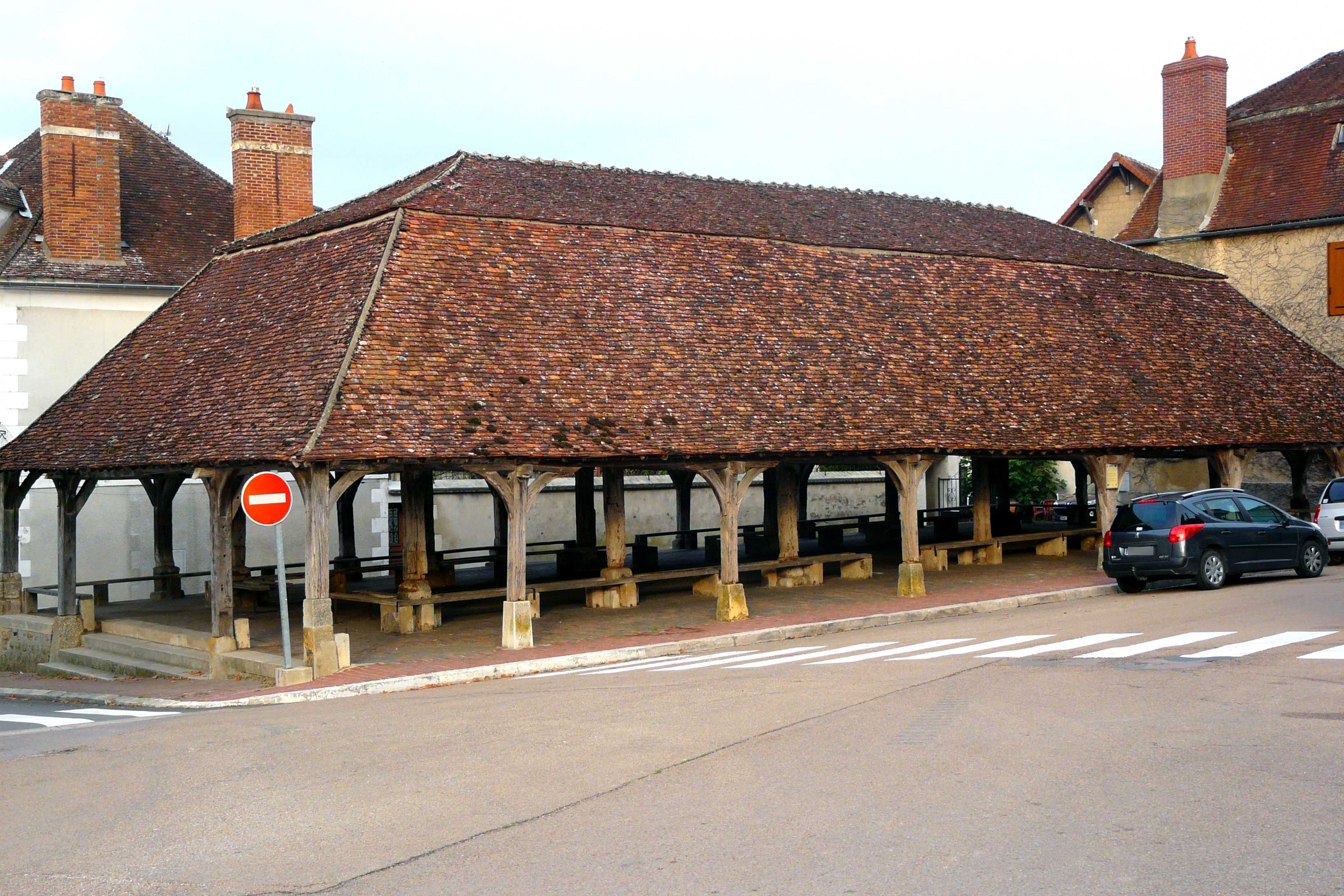
Les halles.

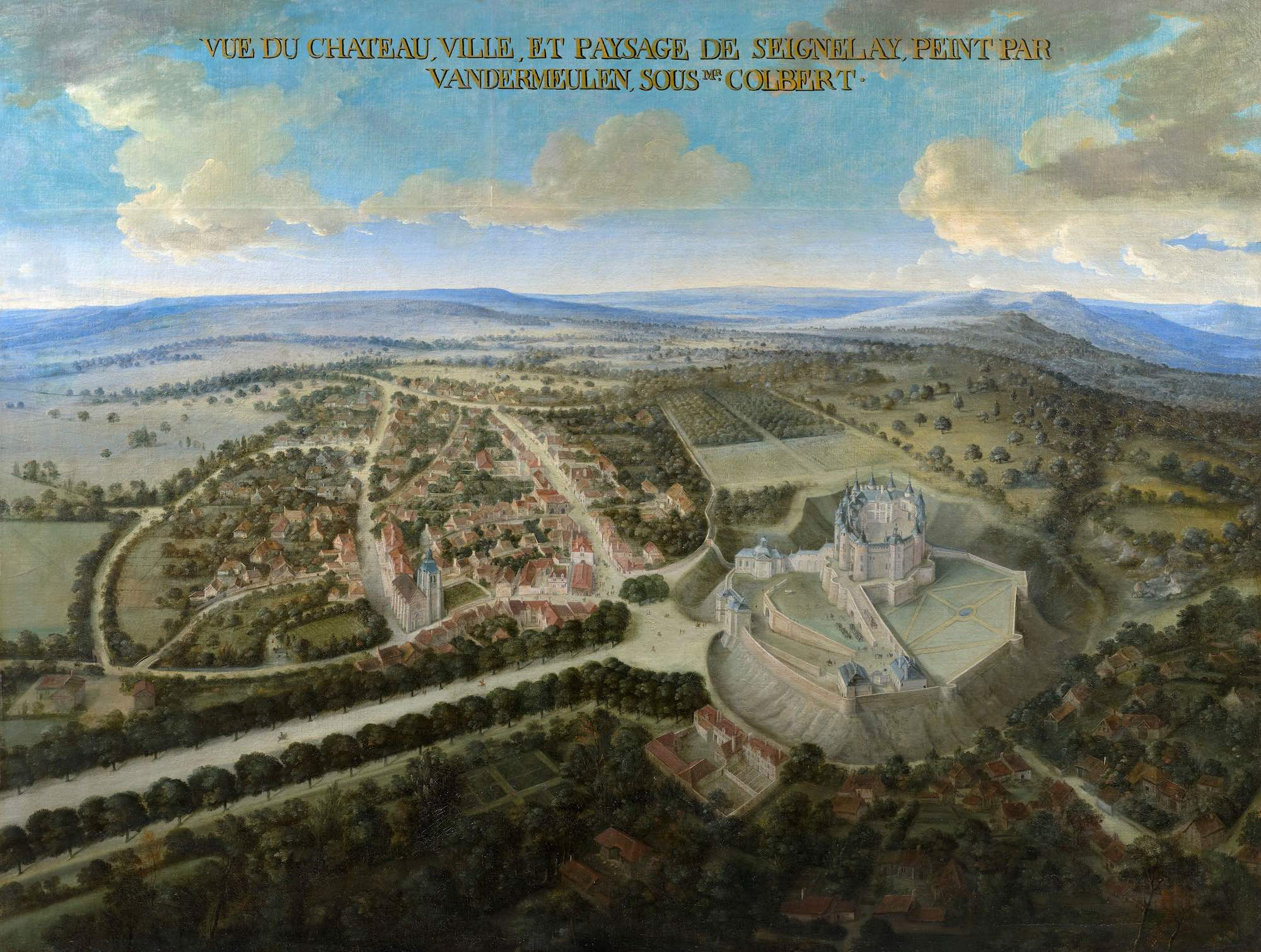
Vue du village de Seignelay, 1665-1668

Avec les services de l'architecte du roi Le Vau, Colbert fait moderniser le château, construit des halles, un four public, un pressoir, un grenier à sel, une hôtellerie. Un tableau de 1665-1668 (ill. ci-contre) représente le village ainsi que le château qui montre douze tours rondes et la treizième carrée, peut-être pour symboliser les apôtres entourant le Christ. 
En 1668 le roi érige la baronnie de Seignelay en marquisat, mais Colbert n'ose en porter le titre et c'est son fils aîné qui le porte et que l'on désigne sous le nom de Jean-Baptiste Colbert, marquis de Seignelay. L'église est pavée peu après sa mort le 3 novembre 1690 grâce au fonds qu'il lègue - la chaire, le grand autel et l'autel de la Vierge datent de cette époque également. Il lègue aussi à Seignelay 25 000 livres pour fonder un hôpital qui existait encore en 1830.

#### XVIIIesiècle
En 1724 seigneurie et château passent par mariage aux Montmorency-Luxembourg. Mis sous séquestre à la Révolution et vendu en l'an VI, le château est démoli en 1798 et ses matériaux utilisés principalement pour la construction de la caserne et des écuries de Joigny, du manoir voisin de Guillebaudon, d'édifices privés et pour l'empierrement des routes.
La commune acquiert le presbytère en 1820, par héritage de la sœur du curé d'Hauterive et du jésuite Noirot (° ~1730 à Seignelay - † 1790).

### Époque contemporaine
Pendant l'occupation bavaroise de 1815, Seignelay constitue une enclave autrichienne. Son canton et 3 autres cantons pourvoient aux réquisitions autrichiennes. (source non communicable).
En 1826, la commune achète une pompe à incendie, puis une deuxième. Un corps de trente deux pompiers est organisé, avec armes, casques et habillement militaire fournis.
De 1960 à 1977, la commune accueille chaque année un critérium cycliste. Il devient traditionnellement le premier critérium d'après Tour de France, se disputant le lundi après-midi, le lendemain de l'arrivée de la course. Il accueille les plus grandes vedettes du peloton, Darrigade, Anquetil, Janssen, Poulidor, Merckx, Thévenet, Ocana, Van Impe, Hinault, ainsi que Raymond Riotte, venu en voisin. Le circuit était assez spectaculaire, en particulier avec son arrivée en montée, au bout de la longue ligne droite de l'avenue Colbert. Dix neuf éditions auront lieu avant que le coût de plus en plus élevé de l'organisation n'oblige à mettre fin à cette course.

### Événements historiques notables
- 4 juillet 1429 : Jeanne d'Arc passe par Seignelay, venant d'Orléans pour assister au sacre de Charles VII, roi de France, dans la cathédrale de Reims le 17 juillet 1429 ;
- 31 mai 1683 : « Le lundi 31 mai, Louis XIV, roi de France, après avoir couché à Auxerre, la nuit du dimanche au lundi, a fait honneur à M. de Seignelay de venir en compagnie prendre en son parc le divertissement de la chasse, après quoi, étant entré en son château, il trouva en la grande salle une magnifique collation qu'il prit, et il s'en retourna coucher à Auxerre. » (extrait des anciens registres de catholicité des paroisses du département de l'Yonne) ;
- hiver 1709 : Seignelay - « En l'année 1709, il y eut un si cruel hiver qui commença le jour des Roys, que jamais il n'y en peut avoir un si long et si rude ; il se reprit à trois fois ; tous les arbres furent gelez, les noyers surtout et les arbres fruitiers ; les bleds périrent en terre et les vignes, de sorte qu'il n'y eut point de récolte que d'orge et d'avoine. La disette vint ensuite : on vendoit le bichet de bled jusqu'à 20 et 22 livres ; la pinte de vin 10 et 12 solz et davantage. Le bichet d'orge se vendoit 7 à 8 francs. Le désastre fut universel. On trouvoit à la campagne non-seulement des hommes morts de froid, mais encore les oiseaux et les bêtes fauves dans les grands bois. » (Le bichet de froment de Seignelay contenait 56 litres ; extrait des anciens registres de catholicité des paroisses du département de l'Yonne) ;
- en 1869, en hommage à Jean-Baptiste Colbert, marquis de Seignelay, la marine française a donné le nom Le Seignelay[31], à un croiseur qui a mené plusieurs campagnes jusqu'en 1892 dans l'océan Indien et l'océan Pacifique.

### Héraldique
| Blason de Seignelay | Les armes de Seignelay se blasonnent ainsi : « Parti : au premier d'or à la couleuvre ondoyante de sinople, au second d'azur à la tour d'argent maçonnée de sable. » |

Il s'agit d'armes parlantes : la couleuvre, qui se dit coluber en latin, évoque le Grand Colbert qui a été seigneur de Seignelay. Elle est présente, de couleur bleue, dans le blason des Colbert.

## Lieux, monuments et anciens bâtiments

### Monuments classés à l'inventaire des monuments historiques
- Église Saint-Martial (XIVe siècle et XVIe siècle), une des églises les plus anciennes de France dont les fondations et la structure d'architecture romane datent du Xe siècle[32]. En 972, une église Saint-Martial s'élevait déjà au village[Henry 15]. Dans l'église, le médaillon en marbre blanc qui représente la Religion tenant une croix, provient du château de Régennes et a été donné par le curé Berlie. Dans les années 1830, son pendant est à l'hôtel de ville d'Auxerre[Henry 59].
- Halles en bois (XVIIe siècle)[33].

### Monuments répertoriés à l'inventaire général
- Ancien hôpital dit en son temps Maison de la Miséricorde (XVIIe et XVIIIe siècles), avec deux bâtiments situés au no 2 rue du Docteur Chauvelot et no 7 rue Alphonse Darlot[34]. Cet établissement est dû à la générosité de Jean-Baptiste Colbert, marquis de Seignelay et fils du Grand Colbert, qui légua à sa mort 25 000 livres par testament en 1690 pour fonder un hôpital, dont l'assemblée des habitants approuva la formation le 2 février 1702. Le 20 février 1747, le seigneur Charles de Montmorency lui donna un règlement qui fut homologué par le parlement. Cet hôpital devint peu après une maison de charité car en 1753, pour multiplier les secours et diminuer les charges, il cessa de recevoir les malades qui furent dès lors assistés à domicile. Le bureau (le curé, des officiers du lieu et deux notables élus) établissait chaque dimanche la liste des malades et des pauvres à secourir, les sœurs distribuant à domicile aumônes, remèdes, aliments, linges. Le duc Anne-Léon de Montmorency fit reconstruire l'établissement en 1761 près de l'église paroissiale, à l'emplacement de l'ancien, le destinant à perpétuité aux religieuses chargées du soin des malades et des écoles mais stipulant que si ces religieuses venaient à quitter les lieux, les bâtiments retourneraient à sa famille. Le service était assuré par deux sœurs de Saint-Vincent-de-Paul en 1691, qui furent remplacées par trois sœurs de la congrégation de Nevers en 1753. Elles furent cinq en 1833. Le bâtiment est surmonté d'un petit campanile et d'une croix, uniques rappels de son ancienne destination.

### Bâtiments anciens

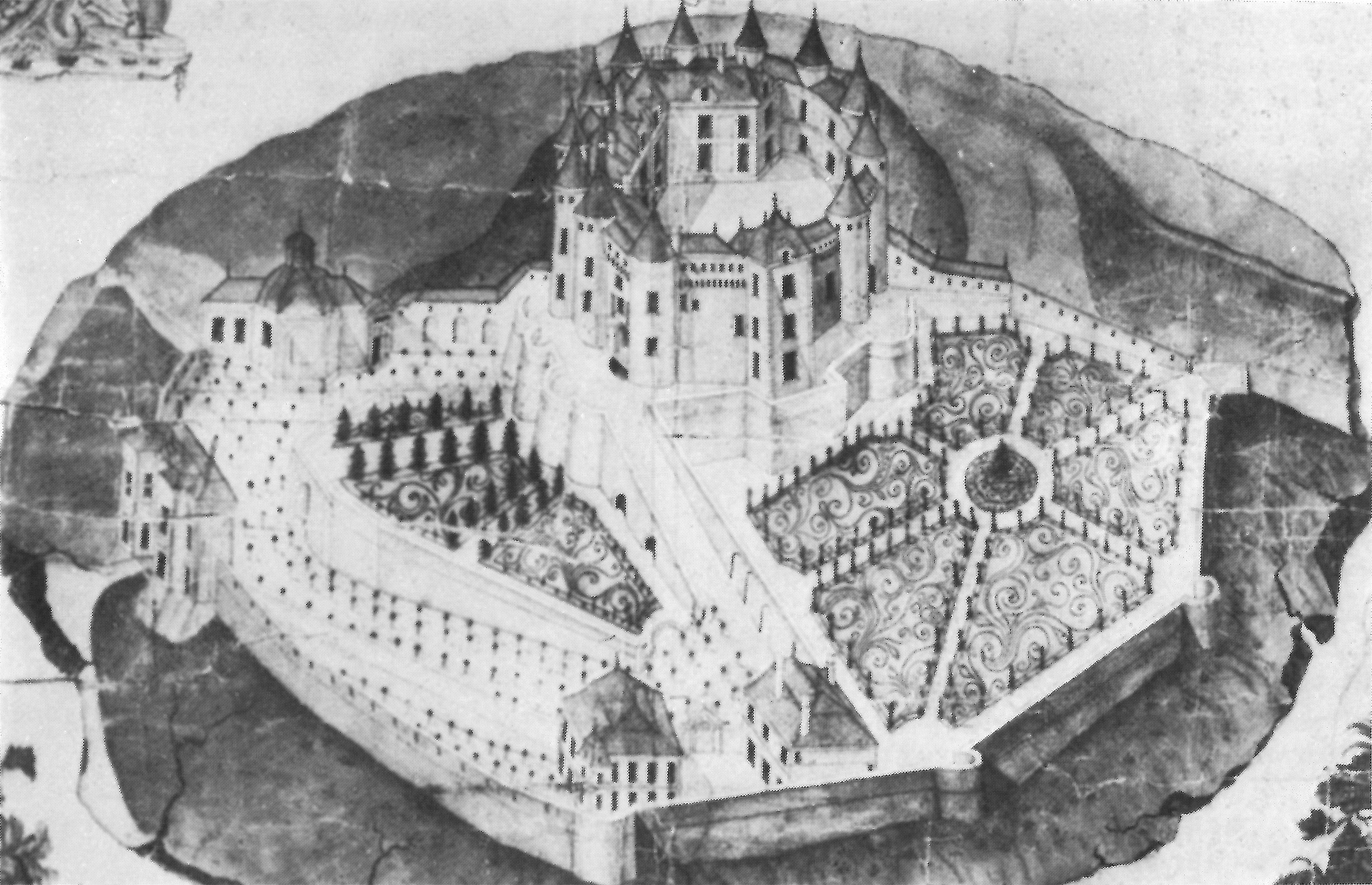
L'ancien château, gravure du XVIIe siècle.

- Grenier à sel pour l'achat de sel en paiement de la gabelle qui fonctionna jusqu'en 1790, situé au no 5 place Colbert[35]. Jacques de La Roche de La Perrière, conseiller  du Roi, président au siège des gabelles de Seignelay, demeure à Saint-Bris[36].
- Bâtiments d'entrée de l'ancien château datant de la fin du XVIIIe siècle.
- Vestige du mur ouest d'enceinte de l'ancien château (la tour y figurant étant une reconstitution rebâtie après la démolition du château).
- Lavoir de forme octogonale qui supportait une toiture charpentée reposant sur dix huit piliers, situé à la sortie de Seignelay sur la route de Beaumont (aujourd'hui à l'état d'abandon)[37],[38].
- Atelier de cordier, situé route de Chemilly (aujourd'hui à l'état d'abandon), dont on peut voir encore, sur le talus qui fait face à son entrée en direction de la rue des Carboines, la trace des trous de fixation des tréteaux qui servaient de support à l'étirage les cordages à tresser.
- Ancienne gare de la ligne ferroviaire de la Vallée du Serein[39], située au début de l'avenue Colbert, au carrefour de la route de Beaumont. Cette ligne ferroviaire à voie unique d'un mètre de large reliait Laroche-Migennes à L'Isle-Angely et fut en exploitation du 15 octobre 1887 au 31 décembre 1951. Les anciennes gares de cette ligne, appelées à tort[note 5] par certains "gares PLM", ont toutes été transformées en habitations privées.

## Démographie
L'évolution du nombre d'habitants est connue à travers les recensements de la population effectués dans la commune depuis 1793. Pour les communes de moins de 10 000 habitants, une enquête de recensement portant sur toute la population est réalisée tous les cinq ans, les populations de référence des années intermédiaires étant quant à elles estimées par interpolation ou extrapolation. Pour la commune, le premier recensement exhaustif entrant dans le cadre du nouveau dispositif a été réalisé en 2008.

En 2022, la commune comptait 1 460 habitants, en évolution de −6,35 % par rapport à 2016 (Yonne : −1,95 %, France hors Mayotte : +2,11 %).
| 1793  | 1800  | 1806  | 1821  | 1831  | 1836  | 1841 | 1846  | 1851  |
| ----- | ----- | ----- | ----- | ----- | ----- | ---- | ----- | ----- |
| 1 321 | 1 359 | 1 403 | 1 478 | 1 502 | 1 533 | 762  | 1 599 | 1 535 |

| 1856  | 1861  | 1866  | 1872  | 1876  | 1881  | 1886  | 1891  | 1896  |
| ----- | ----- | ----- | ----- | ----- | ----- | ----- | ----- | ----- |
| 1 546 | 1 556 | 1 520 | 1 464 | 1 316 | 1 297 | 1 273 | 1 251 | 1 235 |

| 1901  | 1906  | 1911  | 1921  | 1926  | 1931 | 1936 | 1946  | 1954  |
| ----- | ----- | ----- | ----- | ----- | ---- | ---- | ----- | ----- |
| 1 124 | 1 145 | 1 086 | 1 124 | 1 044 | 971  | 996  | 1 008 | 1 050 |

| 1962  | 1968  | 1975  | 1982  | 1990  | 1999  | 2006  | 2008  | 2013  |
| ----- | ----- | ----- | ----- | ----- | ----- | ----- | ----- | ----- |
| 1 047 | 1 042 | 1 132 | 1 485 | 1 538 | 1 546 | 1 579 | 1 587 | 1 604 |

| 2018  | 2022  | - | - | - | - | - | - | - |
| ----- | ----- | - | - | - | - | - | - | - |
| 1 485 | 1 460 | - | - | - | - | - | - | - |

En 1703, on comptait 1 083 habitants.
On nomme Seignelois et Seigneloises les habitants de Seignelay.

## Politique et administration
Seignelay fait partie de la communauté de communes Serein et Armance.

### Liste des maires
| Période      | Période      | Identité        | Étiquette | Qualité                           |
| ------------ | ------------ | --------------- | --------- | --------------------------------- |
| .            | .            | Frécault        |           |                                   |
| .            | .            | Goulet          |           |                                   |
| 1983         | .            | Robert Rapin    |           |                                   |
| 1989         | 2001 .       | Louis Maison    |           |                                   |
| mars 2001    | février 2009 | Pierre Parent   | PCF       |                                   |
| février 2009 | en cours     | Thierry Corniot | DVG-LREM  | Cadre bancaire Conseiller général |

## Économie
la S.A.S. Davey Bickford, nommée d'après William Bickford inventeur de la mèche Bickford, est installée sur plus de 30 hectares au Moulin Gaspard (commune d'Héry), à 2,2 km au nord-ouest de Seignelay, en bord de Serein et près de la D203. Usine de pyrotechnologie, elle travaille détonateurs et matériels explosifs pour miner, extraire la roche en carrière, créer des tunnels, etc., et pour l'étude séismique. La compagnie réalise aujourd’hui 70m € de ventes[réf. souhaitée]. En 2013 elle était la 5e entreprise exportatrice de l'Yonne,. 

Au 1er février 2013, la société Davey Bickford employait à Héry 477 personnes : 439 extérieures à la commune, 37 demeurant au bourg d’Héry, 1 résidant aux Baudières (commune d'Héry) et 76 venant d’Auxerre.
Outre son impact sur l'emploi local, elle fait aussi partie des 13 entreprises de l'Yonne classées seveso dont 5 classées seveso 2, « haut risque ».

## Risques technologiques et naturels
Les activités de l'entreprise Davey Bickford présentent un risque de contamination à la « dioxine de Seveso ». Pour cette raison la compagnie est classée seveso 2, « haut risque ».
C'est ainsi qu'en accord avec la directive Seveso, un plan communal de sauvegarde a été établi le 09 décembre 2008 qui concerne les trois communes de Héry, Seignelay et Hauterive. 

Le document d'information sur les risques majeurs (DICRIM) a été publié pour la première fois à Héry dans le bulletin municipal de janvier 2009.
Le Plan de Prévention des Risques Technologiques (PPRT) y a été approuvé le 17 février 2012,,.
La zone concernée par le PPRT décrit des cercles concentriques dont le plus étendu ("risque faible") a un rayon d'environ 750 m autour de l'usine. Cette zone empiète légèrement sur Seignelay, incluant une partie du ru de la Bûche au niveau des trois étangs du Moulin Baudouin (lui-même sur Héry).
L'usine est également concernée par le risque d'inondation. En 1980 un barrage de type « vanne automatique » a été installé sur le Serein au lieu-dit Les Reguins ; au printemps 1998 une inondation majeure amenait 12 cm d'eau dans des ateliers de l'usine et inondait les champs voisins. La commune a alors été classée en état de catastrophe naturelle pour la période du 25 au 29.04.1998 (arrêté du 10.08.1998, publié au Journal officiel no 193 du 22.08.1998). Depuis, l’usine a élaboré un Plan d’Urgence Inondation et a fait réaliser des travaux pour limiter ce risque.
Le DICRIM note aussi la présence de trois centrales nucléaires en limite du département de l’Yonne : Dampierre, Belleville et Nogent-sur-Seine.

## Vie locale
- Marché le samedi matin sous les Halles.
- Le 13 juillet, retraite aux flambeaux, feux d'artifice et bal sous les halles.
- Fête communale (Saint Martial) le dimanche précédant le 14 juillet.
- En juin, course à pied de 15 km : "les foulées de Colbert", organisées chaque année depuis 1994.
- En août, concerts autour de l'orgue Giroud de l'église Saint-Martial ( http://orgue-seignelay.fr/ )

## Personnalités notables liées à la commune

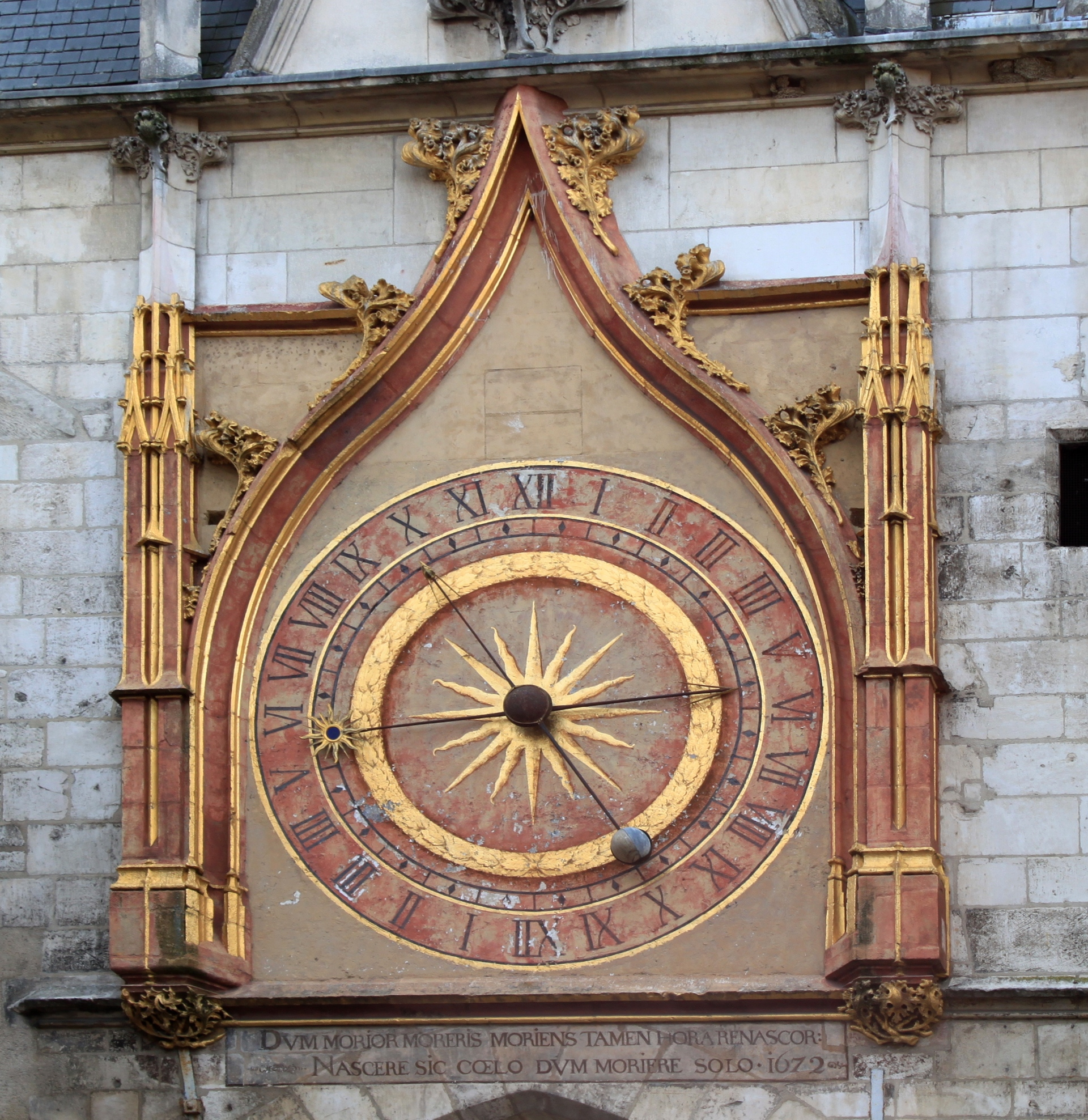
L'horloge d'Auxerre mise au point par Étienne Noblet (1765-1817)

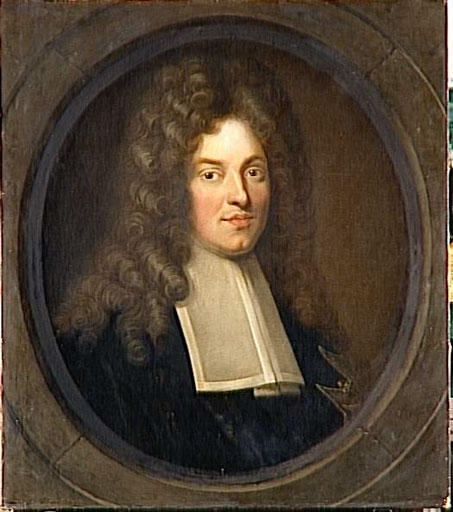
Jean-Baptiste Colbert de Seignelay

- Guillaume de Seignelay[55] (° ~1164 à Seignelay - † 23 novembre 1223 à Paris), fut le 58e évêque d'Auxerre de 1207 à 1220 puis évêque de Paris de 1220 à 1223. Auteur d'une Théologie remarquée de son temps, il a fait bâtir la cathédrale d'Auxerre présente de nos jours[Henry 60]. Son frère aîné Manassès fut évêque d'Orléans.
- Claude Le Blanc, ministre de la Guerre sous Louis XV pendant la Régence du duc d'Orléans (1715-1723)[Henry 61], réformateur de la Gendarmerie de France.
- Jean-Baptiste Colbert (1619-1683), contrôleur général des finances de Louis XIV de 1665 à sa mort, a acheté Seignelay en 1657 et a largement contribué à son développement.
- Jean-Baptiste Antoine Colbert, marquis de Seignelay (° 1er novembre 1651 - † 3 novembre 1690), fils aîné de Jean-Baptiste Colbert (1619-1683), fut nommé le 6 septembre 1683, à la mort de son père, secrétaire d’État de la Marine de Louis XIV.
- Étienne Noblet (° 1765 à Seignelay - † 25 février 1817), horloger, a travaillé à l'horloge de la tour de l'Horloge d'Auxerre[Henry 57].
- Georges-Bénigne Liegeard (° 19 mars 1768 - † 1er août 1857), né à Seignelay, préfet des Hautes-Alpes du 18 mars 1819 au 27 juin 1823[56].
- Vaast Barthélemy Henry (° 6 février 1797 à Seignelay - † 1884), prêtre et historien, auteur entre autres ouvrages des Mémoires historiques sur la ville de Seignelay[57] parus en 1833, ainsi que d'une Notice sur les tombeaux de Quarré-les-Tombes parue en 1861.
- Joseph-Aventin Veissière (° 1805), peintre sur verre (vitraux) dont l'atelier était situé à Seignelay vers 1843. Il a reçu une médaille à l'Exposition des produits de l'industrie française[58] de 1851 à Paris. Son vitrail représentant Le Martyre de Saint Thomas de Cantorbéry était destiné à l'église de Vallery[Henry 62], sépulture des princes de la Maison de Condé.
- Alphonse Darlot (03 septembre 1828 à Seignelay - † 05 octobre 1895), opticien, améliora le daguerréotype, ancêtre de la photographie, par la mise au point avec le Viennois Josef Max Petzval d'un objectif à quatre lentilles, seize fois plus lumineux que celui utilisé par Daguerre[réf. nécessaire].
- Henri Joly (° 10 décembre 1839 à Auxerre - † 12 juin 1925 à Seignelay), philosophe et sociologue, connu principalement pour ses ouvrages sur la criminologie.
- Paul Grolleron (° 1848 à Seignelay - † 1901), peintre militaire, formé dans l'atelier du peintre Léon Bonnat, a peint de manière réaliste des scènes de batailles, des scènes de la vie de l'armée et des portraits de militaires, dont Le  Hussard[59].
- Abel Moreau (1893-1977), romancier populaire né à la Tuilerie de Vaucherey, près de Seignelay, auteur de L'île du Paradis (1935) chez Flammarion. Prix Broquette-Gonin en 1964.
- Jacques d'Arnoux (° 1896 à Seignelay - † 1980), écrivain et aviateur français.
- André Paulvé[60] (° 30 octobre 1898 à Seignelay - † 08 juillet 1982), producteur de films : Pièges (1939) de Robert Siodmak, Lumière d'été (1942) de Jean Grémillon, Les visiteurs du soir (1942) de Marcel Carné, l'Éternel Retour (1943) de Jean Delannoy, Les enfants du paradis (1944-1945) de Marcel Carné, Les Maudits (1946) de René Clément, La Belle et la Bête (1946) et Orphée (1949) de Jean Cocteau, Ruy Blas (1947) de Pierre Billon, Manèges (1950) de Marc Allégret, Casque d'Or (1951) de Jacques Becker, les Vacances de Monsieur Hulot (1952), de Jacques Tati.
- Nathan Jules-Isidore (° 19 juin 1836 à Seignelay), sculpteur, second grand prix de Rome en 1860.
- Émile Louis (1934-2013), dit « le boucher de l'Yonne », demeura à Seignelay où il était conseiller municipal.